# I Adore Mi Amor
I Adore Mi Amor ist ein Lied von Color Me Badd aus dem Jahr 1991, das von den Bandmitgliedern und Hamza Lee sowohl geschrieben als auch produziert wurde. Es erschien auf dem Album C.M.B.

## Geschichte
Vom Text her ist I Adore Mi Amor als Liebeslied zu verstehen. Das Lied wurde satzweise in Englisch und Spanisch verfasst, es entspricht der Musikrichtung R&B. Die Veröffentlichung war am 11. Juli 1991.

## Musikvideo
Das Musikvideo spielt an einem Strand. Zu Beginn laufen die Bandmitglieder und entdecken eine Kiste, aus der sie die Habseligkeiten wie eine Zeitschrift mitnehmen. Während einer entspannt und das Lied singt, geht ein anderer zu seiner Geliebten. Auch ein anderes Bandmitglied ist mit einer Frau zu sehen. Gemeinsam machen sich alle für den Rest des Videos einen schönen Tag am Strand.

## Kommerzieller Erfolg

### Chartplatzierungen
| ChartsChartplatzierungen       | Höchstplatzierung | Wochen |
| ------------------------------ | ----------------- | ------ |
| Deutschland (GfK)              | 44 (10 Wo.)       | 10     |
| Vereinigte Staaten (Billboard) | 1 (20 Wo.)        | 20     |
| Vereinigtes Königreich (OCC)   | 44 (4 Wo.)        | 4      |

| ChartsJahrescharts (1991)      | Platzierung |
| ------------------------------ | ----------- |
| Vereinigte Staaten (Billboard) | 18          |

### Auszeichnungen für Musikverkäufe
| Land/Region               | Auszeichnungen für Musikverkäufe (Land/Region, Auszeichnung, Verkäufe) | Verkäufe |
| ------------------------- | ---------------------------------------------------------------------- | -------- |
| Vereinigte Staaten (RIAA) | Gold                                                                   | 500.000  |
| Insgesamt                 | 1× Gold ·                                                              | 500.000  |

## Coverversionen
- 1992: Najee